# Obispo Ramos de Lora (khu tự quản)
Obispo Ramos de Lora là một khu tự quản thuộc bang Mérida, Venezuela. Thủ phủ của khu tự quản Obispo Ramos de Lora đóng tại Santa Elena de Arenales. Khự tự quản Obispo Ramos de Lora có diện tích 321 km2, dân số theo điều tra dân số ngày 21 tháng 10 năm 2001 là 20873 người.